# Julie Manet

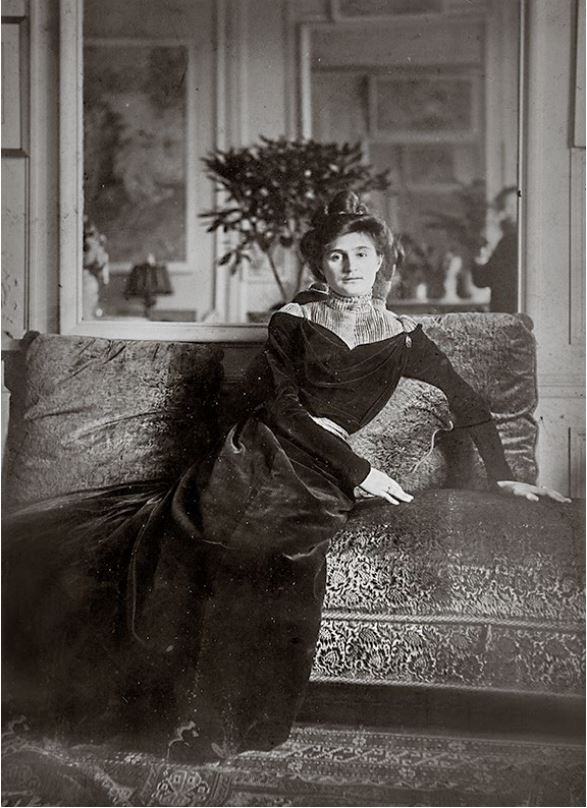
Julie Manet
Fotografie 1900

Julie Manet (später Julie Rouart) (* 14. November 1878 in Paris; † 14. Juli 1966 ebenda) war eine französische Malerin, Kunstsammlerin und Mäzenin. Als Tochter von Berthe Morisot lernte sie bereits als Kind zahlreiche Maler kennen, die sie häufig porträtierten. Ihr Tagebuch aus dieser Zeit ist posthum in mehreren Sprachen veröffentlicht worden.

## Leben und Wirken
Julie Manet war das einzige Kind von Berthe und Eugène Manet. Ihre Mutter hatte bereits vor ihrer Hochzeit Erfolge als Malerin und behielt ihren Geburtsnamen Berthe Morisot als Künstlernamen. Julie Manets Vater übte keinen Beruf aus und lebte vom Vermögen der Familie. Sein Bruder war der Maler Édouard Manet, der mit Berthe Morisot seit 1868 befreundet war. Julie Manet war die Schwägerin von Paul Valéry.
Ihre Eltern bewohnten ein großes Haus in der Rue de Villejust (heute Rue Paul Valéry), in der Nähe des Place de l’Étoile und das Schloss Mesnil-Saint-Laurent in Juziers. Julie Manet lernte schon als Kind im Salon ihrer Eltern die Maler Gustave Caillebotte, Pierre-Auguste Renoir, Edgar Degas, Puvis de Chavannes, James McNeill Whistler, Maurice Denis und Claude Monet kennen. In diesem Kreis verkehrte auch der Dichter Stéphane Mallarmé.
Bereits als Kleinkind fertigte ihr Onkel Édouard Manet ein Porträt von Julie an. Als sie vier Jahre alt war, entstand seine Porträtskizze „Julie Manet auf einer Gießkanne sitzend“. Neben Porträts, die Pierre-Auguste Renoir von ihr malte, wurde sie das bevorzugte Modell ihrer Mutter. Auch Berthe Morisots einzige Bronzearbeit ist eine Büste von ihrer Tochter.
Julie Manet wurde vielseitig erzogen. Hierzu gehörte die Lektüre englischer und französischer Literatur ebenso wie das Erlernen des Flöte-, Klavier- und Geigespielens. Zudem erhielt sie Stunden in Musiktheorie, Interpretation und Komposition. Mit ihrer Mutter bereiste sie schon als Kind Belgien, die Niederlande und Italien. Zusammen mit Degas besuchte sie den Louvre. Sie sah zahlreiche Kunstausstellungen und viele Kunstwerke in Privatsammlungen. Darüber hinaus erlernte sie von ihrer Mutter Zeichnen und Malen. Berthe Morisot hatte nie ein Atelier besessen und stets in ihrer Wohnung gearbeitet, so dass ihre Tochter seit frühester Kindheit mit dem Malen vertraut war.
Nachdem 1893 ihr Vater und zwei Jahre später ihre Mutter gestorben war, wurde Julie Manet mit 17 Jahren Vollwaise. Ihr Vormund wurde Stéphane Mallarmé. Julie Manet lebte nach dem Tod ihrer Eltern zusammen mit ihren Cousinen Paule (1867–1946) und Jeannie Gobillard (1877–1970) in ihrem Elternhaus in der Rue Villejust. Im Bekanntenkreis wurden die drei das fliegende Geschwader genannt, sie waren unterwegs zwischen Künstlerateliers, Landaufenthalten und Reisen in fremde Städte.

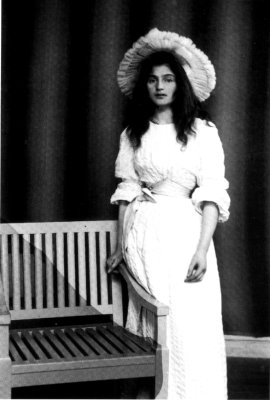
Julie Manet, 1894

Über den befreundeten Edgar Degas lernte Julie Manet ihren späteren Ehemann, den Maler Ernest Rouart (1874–1942), kennen. Dessen Vater Henri Rouart, der ebenfalls Maler war, gehörte seit seiner Schulzeit zu den Freunden von Edgar Degas. Die Eheschließung fand im Jahr 1900 als Doppelhochzeit statt, da ihre Cousine Jeannie Gobillard am selben Tag den Lyriker Paul Valéry heiratete. Aus der Ehe von Julie und Ernest Rouart gingen die Söhne Julien, Clément und Denis hervor.
Julie Rouart widmete sich ihr Leben lang der Malerei. Ihr Malstil orientierte sich an dem ihrer Mutter. Häufig porträtierte sie weibliche Personen aus ihrem Freundeskreis und der Familie. Mit ihrem Mann malte sie Fresken im Schloss Mesnil-Saint-Laurent. Später entwarf Julie Rouart Porzellanteller, für die sie Schmetterlinge und andere Insekten als Motive wählte. Darüber hinaus war sie zusammen mit ihrem Mann an der Organisation großer Kunstausstellungen beteiligt. Hierzu zählte 1932 die Manet-Retrospektive anlässlich seines 100. Geburtstages, die Degas-Ausstellung 1937 und die Berthe-Morisot-Ausstellung 1941. 
Bereits zu Lebzeiten schenkte sie zahlreiche Gemälde ihres Onkels Édouard Manet und ihrer Mutter Berthe Morisot an Museen. Nach dem Tod von Henri Rouart 1912 wurde seine bedeutende Kunstsammlung des 18. und 19. Jahrhunderts versteigert; sie erwarb mit ihrem Mann etwa 40 Werke von Hubert Robert, Eugène Delacroix, Jean-Baptiste Camille Corot und Honoré Daumier. Die Werke wurden in ihre Sammlung aufgenommen, sie schenkte diese teilweise weiter an den Louvre. Später kamen durch ihre Kinder weitere Bilder aus der Sammlung Rouart als Stiftung in Museumsbesitz. 
Julie Manet schrieb ab 1893 regelmäßig Tagebuch. Nach ihrem Tod entschieden sich ihre Kinder, die Aufzeichnungen der Jahre 1893 bis 1899 als Buch zu veröffentlichen. Sie beschrieb in ihrem Tagebuch zahlreiche Begegnungen mit Künstlern in Paris gegen Ende des 19. Jahrhunderts. Neben Reiseberichten äußerte sie sich auch zum Staatsbesuch Zar Nikolaus II. oder der Dreyfus-Affäre. Ihr veröffentlichtes Tagebuch wurde in mehrere Sprachen übersetzt. 2021/2022 widmet das Musée Marmottan Monet dem Leben und Wirken von Julie Manet eine Ausstellung.

## Galerie

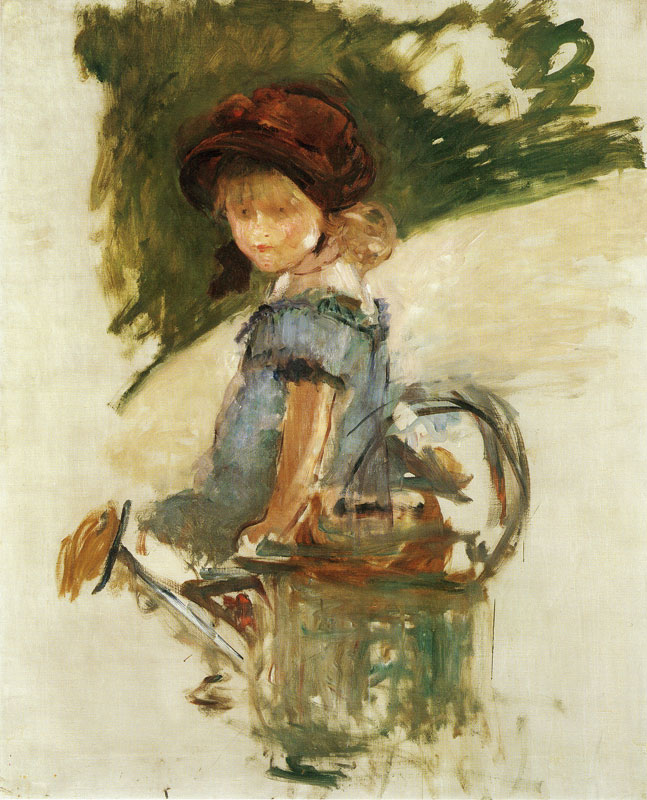
Édouard Manet: Julie Manet auf einer Gießkanne sitzend 1882
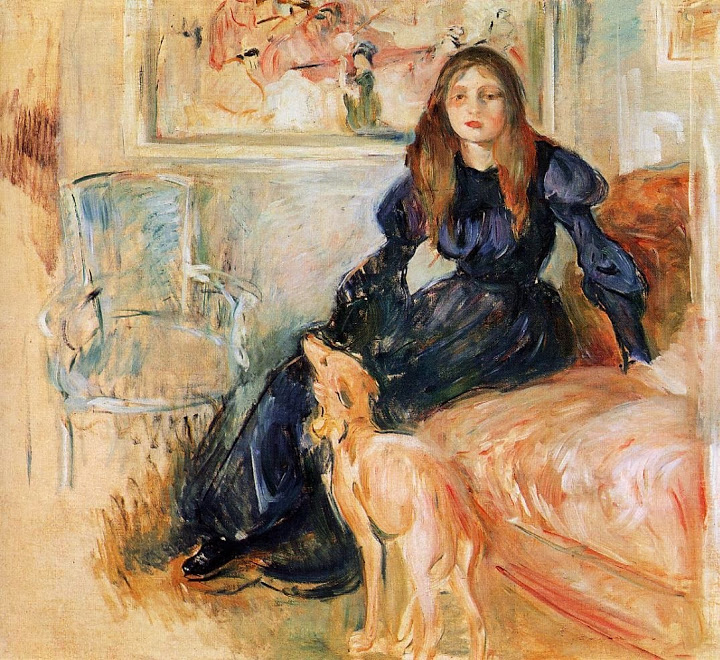
Berthe Morisot: Julie mit einem Windhund 1893
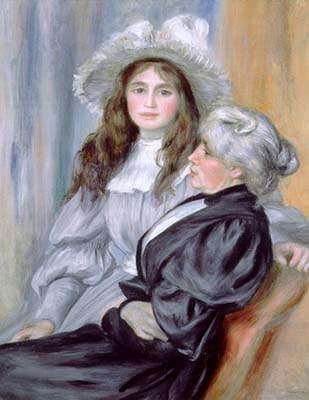
Pierre-Auguste Renoir: Berthe Morisot mit ihrer Tochter Julie 1894
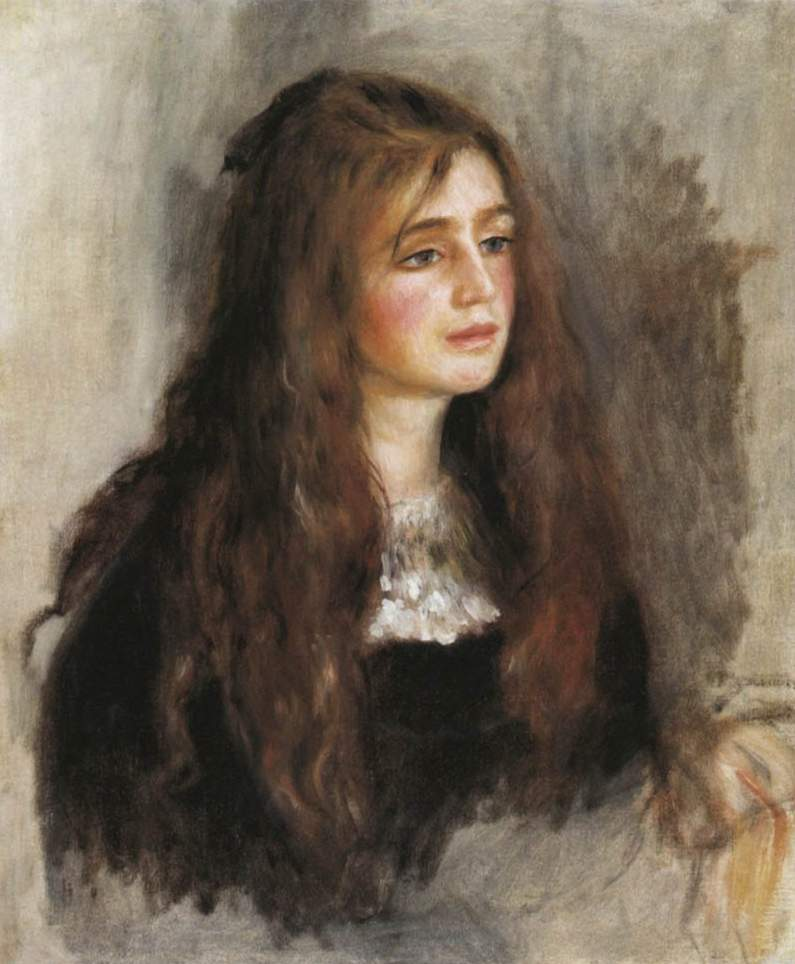
Pierre-Auguste Renoir: Porträt Julie Manet

## Veröffentlichungen
- Journal, 1893-1899. Sa jeunesse parmi les peintres impressionnistes et les hommes de lettres. Klincksieck, Paris 1979, ISBN 2-252-02143-8 (französisch)
  - englisch: Rosalind de Boland Roberts, Jane Roberts (Einleitung und Übersetzung): Growing up with the Impressionists, the diary of Julie Manet. London 1987, ISBN 0-85667-340-4
  - italienisch: Rosalind de Boland Roberts, Jane Roberts (Einleitung): Il diario di Julie Manet 1893-1899. Mailand 1988, ISBN 88-04-31255-6
  - deutsch: Sybille A. Rott-Illfeld (Übersetzung): Das Tagebuch der Julie Manet. Eine Jugend im Banne der Impressionisten. München und Hamburg 1988, ISBN 3-8135-3694-7

## Ausstellung
- 2021: Julie Manet – La Mémoire impressionniste, Musée Marmottan Monet, Paris, 19. Oktober 2021 bis 20. März 2022[3]